# Daciet
| Daciet                           | Daciet                           | Daciet                           | Daciet                           | Daciet                           |
| Indeling der stollingsgesteenten | Indeling der stollingsgesteenten | Indeling der stollingsgesteenten | Indeling der stollingsgesteenten | Indeling der stollingsgesteenten |
| -------------------------------- | -------------------------------- | -------------------------------- | -------------------------------- | -------------------------------- |
|                                  | % SiO2                           | uitvloeings- gesteente           | gang- gesteente                  | diepte- gesteente                |
| felsisch                         | >~70                             | ryoliet                          | granofier                        | graniet                          |
| felsisch                         | ~70-63                           | daciet                           | granodioriet                     | granodioriet                     |
| intermediair                     | 63-52                            | andesiet                         | dioriet                          | dioriet                          |
| mafisch                          | 52-45                            | basalt                           | doleriet                         | gabbro                           |
| ultramafisch                     | <45                              | komatiiet                        | peridotiet                       | peridotiet                       |

Het stollingsgesteente daciet is een felsisch uitvloeiingsgesteente met tussen 63 en 68% silica.

## Eigenschappen
Daciet is een uitvloeiingsgesteente dat in samenstelling ingedeeld wordt tussen het felsischere ryoliet en het mafischere andesiet. Het gesteente is gevormd uit minder viskeus magma dan ryoliet.
De mineralen die doorgaans in dacieten gevonden worden zijn plagioklaas, biotiet, de amfibool hoornblende en de pyroxenen augiet en/of enstatiet. Kwarts komt voor in kleine kristallen in de grondmassa of als grotere fenocrysten.

## Naam
Het gesteente daciet is genoemd naar Dacia, de Romeinse provincie tussen de Donau en de Karpaten (deel van het huidige Roemenië), waar het voor het eerst beschreven werd.

## Voorkomen
Dacieten komen voor in die gebieden waar, door de geologische geschiedenis heen, tamelijk zuur vulkanisme is ontstaan. Voorbeelden zijn de Cabo de Gata (nabij Almería, Spanje), Argyll en andere delen van Schotland, de Andes, Martinique, Nevada, Griekenland (bijvoorbeeld het schiereiland Methana) en andere gebieden.